# Bornerianthus
Bornerianthus is een geslacht van rechtvleugeligen uit de familie Chorotypidae. De wetenschappelijke naam van dit geslacht is voor het eerst geldig gepubliceerd in 1975 door Descamps.

## Soorten
Het geslacht Bornerianthus  is monotypisch en omvat slechts de volgende soort:
- Bornerianthus obtusus (Burr, 1899)